# Tetraneura longisetosa
Tetraneura longisetosa är en insektsart som först beskrevs av Dahl 1912. Enligt Catalogue of Life ingår Tetraneura longisetosa i släktet Tetraneura och familjen långrörsbladlöss, men enligt Dyntaxa är tillhörigheten istället släktet Tetraneura och familjen pungbladlöss. Arten är reproducerande i Sverige. Inga underarter finns listade i Catalogue of Life.